# Джаны-Кыштак (Джалал-Абадская область)
Джаны-Кыштак (кирг. Жаңы-Кыштак) — село в Ноокенском районе Джалал-Абадской области Кыргызстана. Входит в состав Момбековского айылного аймака.

## География
Село расположено в южной части области, вблизи государственной границы с Узбекистаном, на расстоянии приблизительно 13 километров (по прямой) к западо-юго-западу от села Масы, административного центра района. Абсолютная высота — 548 метров над уровнем моря.

## Население
Согласно оценочным данным Национального статистического комитета Кыргызской Республики, численность населения села на начало 2023 года составляла 1076 человек.
| год     | 2009 | 2014 | 2015 | 2020 | 2021 | 2023 |
| ------- | ---- | ---- | ---- | ---- | ---- | ---- |
| человек | 763  | 898  | 649  | 1027 | 1038 | 1076 |